# Пауль Гауссер
Пауль Гауссер (нім. Paul Hausser; нар. 7 жовтня 1880, Бранденбург-на-Гафелі, Бранденбург — пом. 21 грудня 1972, Людвігсбург, Баден-Вюртемберг) — німецький воєначальник часів Третього Рейху, оберстгрупенфюрер та генерал-полковник військ СС (1944). Кавалер Лицарського хреста з Дубовим листям та Мечами (1944).

## Біографія
Народився в Бранденбурзі в сім'ї прусського військового. Пішов по стопах батька, закінчивши кадетське училища Берліна-Ліхтерфельда (1892—1896) і кадетську академію (1896—1899). 20 березня 1899 року Гауссер був відправлений в 155-й піхотний полк, розквартирований в Пені. Служив батальйонним ад'ютантом, потім полковим ад'ютантом. У 1907/09 роках навчався в Прусській військовій академії. У 1909/12 роках служив авіаційним спостерігачем військово-морської авіації. У 1912 році став офіцером Генерального штабу, в березні 1914 року призначений начальником штабу полку кронпринца Рупрехта Баварського.

### Перша світова війна
Під час Першої світової війни Гауссер служив на різних штабних посадах як на Західному, так і на Східному фронтах. За бойові заслуги відзначений численними нагородами.

### Міжвоєнний період
Згідно з Версальським мирним договором, чисельність німецької армії (рейхсверу) була сильно зменшена, але Гауссера скорочення не торкнулися. 38-річний майор Генштабу з великим досвідом був бажаним кандидатом для служби у збройних силах. У січні 1919 року його перевели до штабу V армійського корпусу як офіцера зв'язку при прикордонній охороні «Схід», що розміщувалася в Глогау в Сілезії — завданням цієї «стражі» було не допустити захоплення поляками силезських земель. І з цим завданням прикордонна охорона (за дієвої підтримки Добровольчих корпусів) успішно впоралася.
Попереду була служба в рейхсвері: у цей період кар'єра Пауля Гауссера загалом мало чим відрізнялася від успішних кар'єр старших офіцерів-генштабістів: без стрімких злетів, але постійним зростанням — як посадовим, так і в чинах. У травні 1919 року він очолив оперативний відділ штабу 5-ї бригади рейхсверу, 1 жовтня зайняв таку саму посаду в штабі II військового округу (зі штаб-квартирою в Штеттіні), а 1 жовтня 1920-го — також і в штабі 2-ї дивізії. Принцип, якого дотримувалося командування рейхсверу, передбачав, щоб навіть генштабісти постійно поповнювали свій стройовий досвід, а не кисли весь час у штабах. Тому 1922 року Гауссер отримав призначення командиром роти 5-го піхотного полку.
1 квітня 1923 року Гауссер підвищений до підполковника і призначений командиром 3-го батальйону 4-го піхотного полку, дислокованого в Дойч-Кроні — Шнейдемюлі. 1 березня 1925 року Гауссер повернувся на штабну роботу і очолив штаб 2-ї піхотної дивізії, а 1 листопада 1926 року його перевели до штабу 10-го піхотного полку до Дрездена, де він став готуватися до прийняття посади командира полку. 1 липня 1927 року Гауссер був офіційно призначений командиром 10-го полку і цілком закономірно, відповідно до штатного розкладу 1 листопада 1927 року був зроблений полковниками. Свою останню посаду в рейхсвері він отримав 1 листопада 1930 — цього дня він був призначений командувачем піхотою IV військового округу і 4-ї дивізії . Це була генеральська посада, і 1 лютого 1931 року Гауссер справді став генерал-майором. Командувач піхотою округу (штаб якого розміщувався у Дрездені) одночасно очолював військово-обласний відділ із центром у Магдебурзі та був одним із двох (іншим був командувач артилерією) заступників командира дивізії. Це стало найвищою точкою військової кар'єри Гауссера, і 31 січня 1932 він у віці 51 рік був звільнений у відставку в званні генерал-лейтенанта.
Як і багато військових, Гауссер поділяв праві погляди. Спочатку він вступив в праву організацію ветеранів рейхсверу «Сталевий шолом», в якій очолив Берлінсько-Бранденбурзьке відділення. З приходом нацистів до влади «Сталевий шолом» був включений до складу СА і Гауссер очолив 25-ту бригаду резерву СА.
15 листопада 1934 року Пауль Гауссер вступив до лав СС (посвідчення № 239 795) і був призначений начальником створюваного юнкерського училища СС в Брауншвейгу. При цьому членом НСДАП він став тільки трьома роками пізніше, 1 травня 1937 года.
1 серпня 1935 року Гауссер був призначений інспектором юнкерських шкіл СС. Під його контроль таким чином було поставлено всі навчальні заклади СС, які готували офіцерські кадри — юнкерські училища в Брауншвейгу і Бад-Тельці, а також Медична академія СС в Граці. У той же час Гауссер на першому етапі зберіг за собою безпосереднє керівництво училищем в Брауншвейгу — пост начальника училища він займав до 5 травня 1937 року. 1 червня 1936 року Гауссер, залишаючись інспектором юнкерських училищ СС (цей пост він залишив лише 5 травня 1937 року), водночас очолив 1-е (оперативне) управління в складі Головного управління СС. 1 жовтня того ж року повноваження Гауссера були ще більше розширені, і він став іменуватися інспектором частин посилення СС.

### Друга світова війна
Під час Польської кампанії группенфюрер СС Гауссер, з серпня по жовтень, був прикомандирований в якості офіцера зв'язку частин посилення СС при штабі танкової дивізії «Кемпф», в якій крім солдатів вермахту служили есесівці. 9 жовтня 1939 року було сформовано першу моторизовану піхотну дивізію, що складалася цілком з солдатів СС. Цю дивізію (пізніше вона отримала назву «Дас Райх»), що поклала початок військам СС, 19 жовтня очолив Гауссер. Він командував нею під час Французької кампанії і на перших етапах німецько-радянської війни.
З червня по 15 серпня 1940 року, одночасно командуючи дивізією, був начальником Командного управління військ СС в складі Головного оперативного управління СС.
Під час наступу на Можайськ 14 жовтня 1941 року в запеклому бою на Бородінському полі проти 32-ї стрілецької дивізії Гауссер був важко поранений — втратив око — і на кілька місяців вибув з ладу.
Після лікування, з 28 травня 1942 року Гауссер недовгий час служив в штабі, а 14 вересня отримав в командування 2-й танковий корпус СС в складі трьох танкових дивізій СС. Під час боїв за Харків в лютому 1943 року він відкрито не послухався Гітлера і вивів війська з міста, щоб уникнути оточення. За невиконання наказу Гітлер затримав вже схвалене присвоєння Гауссера знака Дубових листя до його Лицарського хреста Залізного хреста до липня 1943. У березні 1943 року корпус СС перейшов в контрнаступ і знову захопив місто.
Під час битви на Курській дузі під керівництвом Гауссера знаходилися 1-ша танкова дивізія СС «Лейбштандарт СС Адольф Гітлер», 2-а танкова дивізія СС «Дас Райх» і 3-я танкова дивізія СС «Мертва голова».
Після висадки союзників у Франції Гауссер з 28 червня по 20 серпня 1944 року командував 7-ю армією в Нормандії. В кінці серпня 1944 року під час битви під Фалезе, в ході якої велика частина 7-ї армії була оточена і розгромлена військами союзників, Гауссер був знову важко поранений. Повернувся на фронт в січні 1945 в якості командувача групою армій «Верхній Рейн» (23-29 січня 1945), потім групою армій «G» (29 січня — 2 квітня 1945). На початку квітня 1945 року був призначений спеціальним уповноваженим з питань безпеки та порядку на Півдні (3 квітня — 8 травня 1945). 8 травня 1945 року, коли Німеччина капітулювала, здався військам США.

### Після війни
На Нюрнберзькому процесі Гауссер виступав як свідок захисту. Йому не було пред'явлено звинувачень у скоєнні тяжких військових злочинів, і він був звільнений після двох років трудових таборів. Після війни Гауссер активно брав участь в діяльності Товариства взаємодопомоги колишніх членів військ СС і був автором багатьох статей для його журналу «Клич вікінга».
Помер Гауссер 21 грудня 1972 року в віці 92 років. На похорон прийшли тисячі його колишніх підлеглих.

## Нагороди
Військова кар'єра
- 1892 — кадет
- 20 березня 1899 — лейтенант
- 19 серпня 1909 — обер-лейтенант
- 1 березня 1914[2] — гауптман
- 22 березня 1918 — майор
- 1 квітня 1923[3] — оберст-лейтенант
- 1 листопада 1927 — оберст
- 1 лютого 1931 — генерал-майор
- 31 січня 1932 — генерал-лейтенант запасу
- 1 березня 1934 — штандартенфюрер СА
- 15 листопада 1934 — штандартенфюрер СС
- 1 липня 1935 — оберфюрер СС
- 22 травня 1936 — бригадефюрер СС
- 1 червня 1939 — групенфюрер СС
- 19 листопада 1939 — генерал-лейтенант військ СС
- 1 жовтня 1941 — обергрупенфюрер СС та генерал військ СС
- 1 серпня 1944 — оберстгрупенфюрер СС та генерал-полковник військ СС

- Залізний хрест 2-го і 1-го класу
- Королівський орден дому Гогенцоллернів, лицарський хрест з мечами
- Нагрудний знак пілота-спостерігача (Пруссія)
- Орден «За заслуги» (Баварія) 4-го класу з мечами
- Орден Альберта (Саксонія), лицарський хрест 1-го класу з мечами
- Орден Фрідріха (Вюртемберг), лицарський хрест 1-го класу з мечами
- Військовий Хрест Фрідріха (Ангальт)
- Орден Залізної Корони 3-го класу з військовою відзнакою (11 липня 1918)
- Хрест «За військові заслуги» (Австро-Угорщина) 3-го класу з військовою відзнакою
- Почесний хрест ветерана війни з мечами
- Кільце «Мертва голова»
- Почесна шпага рейхсфюрера СС
- Застібка до Залізного хреста
  - 2-го класу (27 вересня 1939)
  - 1-го класу (17 червня 1940)
- Лицарський хрест Залізного хреста з дубовим листям і мечами
  - лицарський хрест (8 серпня 1941)
  - дубове листя (№ 261; 28 липня 1943)
  - мечі (№ 90; 26 серпня 1944)
- Нагрудний знак «За поранення» в сріблі (9 травня 1942)
- Медаль «За зимову кампанію на Сході 1941/42»
- Медаль «За вислугу років у СС» 4-го і 3-го ступеня (8 років)
- Золотий партійний знак НСДАП (30 січня 1943)

## Відео
- Biografia de Paul Hausser

1. ↑  LUCAS, James. Das Reich: The Military Role of the 2nd SS Division. 1991, Cassell.